# 圣克鲁斯-迪米纳斯
圣克鲁斯-迪米纳斯是巴西米纳斯吉拉斯州的一个市镇。总面积2.859平方公里，总人口7347人，人口密度2569.8人/平方公里。